# Pustinja (eremitorij)
Pustinja ili eremitorij je pustinjačka nastamba.

## Povijest
Već od ranoga kršćanstva, nakon pojave pustinjaštva u kojemu su pojedine osobe živjele u potpunoj samoći (monasi), stvaraju se i prve zajednice pustinjaka (cenobiti), što je dovelo i do stvaranja prvih redovničkih zajednica, odnosno samostanskih crkvenih redova s propisanim pravilima života. 
No, tijekom povijesti, pored manjeg broja pojedinačnih pustinjaka, nastavile su postojati zajednice pojedinačno zavjetovanih osoba, koje uglavnom nisu pripadale nekom crkvenom redu no obično bi prihvatiti pravila nekog reda i po njima bi živjeli.

## Pustinje naBraču,ČiovuiŠolti
U hrvatskim primorskim krajevima osobito su poznate pustinje na srednjodalmatinskim otocima Braču, Čiovu i Šolti. Njihovi početci nalaze se u 15. i 16. stoljeću. Većinom su ih utemeljili poljički pustinjaci glagoljaši koji su iz Poljica izbjegli zbog turskog pritiska. 
Nalazile su se:
- na Braču:
  - Pustinja Blaca
  - Pustinja Dutić
  - Pustinja Dračeva luka
  - Pustinja Silvio
  - Pustinja Zmajeva Spilja
  - Pustinja Stipančić

- na Čiovu:
  - Pustinja Prizidnice

- na Šolti:
  - Pustinja kod Gospe u Borima

Dvije su bile za redovnice, picokare, Dutić i Stipančić, a ostale za redovnike. Ženske zajednice bile su pripadnice trećeg reda sv. Franje, a muške su se koristile pravilom sv. Benedikta. Neke od njih, posebice Pustinja Blaca, marnim radom na kultiviranju krševitih, neplodnih zemljišta vremenom su postale vrlo imućne.